# Franciszek Hieronim Rostworowski
Franciszek Hieronim Rostworowski herbu Nałęcz (zm. przed 30 maja 1738 roku) – stolnik podlaski od 1716 roku.
Poseł ziemi drohickiej na sejm 1724 roku.